# 静岡県道333号入出太田線
静岡県道333号入出太田線（しずおかけんどう333ごう いりでおおたせん）は、静岡県湖西市を通る一般県道である。

## 概要

### 路線データ
- 起点：静岡県湖西市入出
- 終点：静岡県湖西市太田（国道301号交点）

## 通過する自治体
- 静岡県
  - 湖西市

## 接続路線
- 国道301号、静岡県道334号太田中原線（太田交差点）

## 沿線周辺
- 浜名湖
- 宇津山城跡
- ユニクラフトナグラ本社・工場
- ヤマハマリーナ浜名湖
- 湖西市立湖西中学校